# Josef Nigg
Pour les articles homonymes, voir Nigg.
Joseph Nigg (13 octobre 1782 - 19 septembre 1863) est un peintre sur porcelaine et peintre de fleurs autrichien de Vienne.

## Biographie
Il étudie à l'Académie des beaux-arts de Vienne avec Johann Baptist Drechsler.
En 1804 et 1806, il reçoit les premiers prix de l'Académie de Vienne.
Il travaille à la manufacture de porcelaine de Vienne de 1800 à 1848 et y devient enseignant.
À partir de 1824, il participe à plusieurs reprises et avec succès aux expositions annuelles de l'Académie de Vienne.

## Œuvre

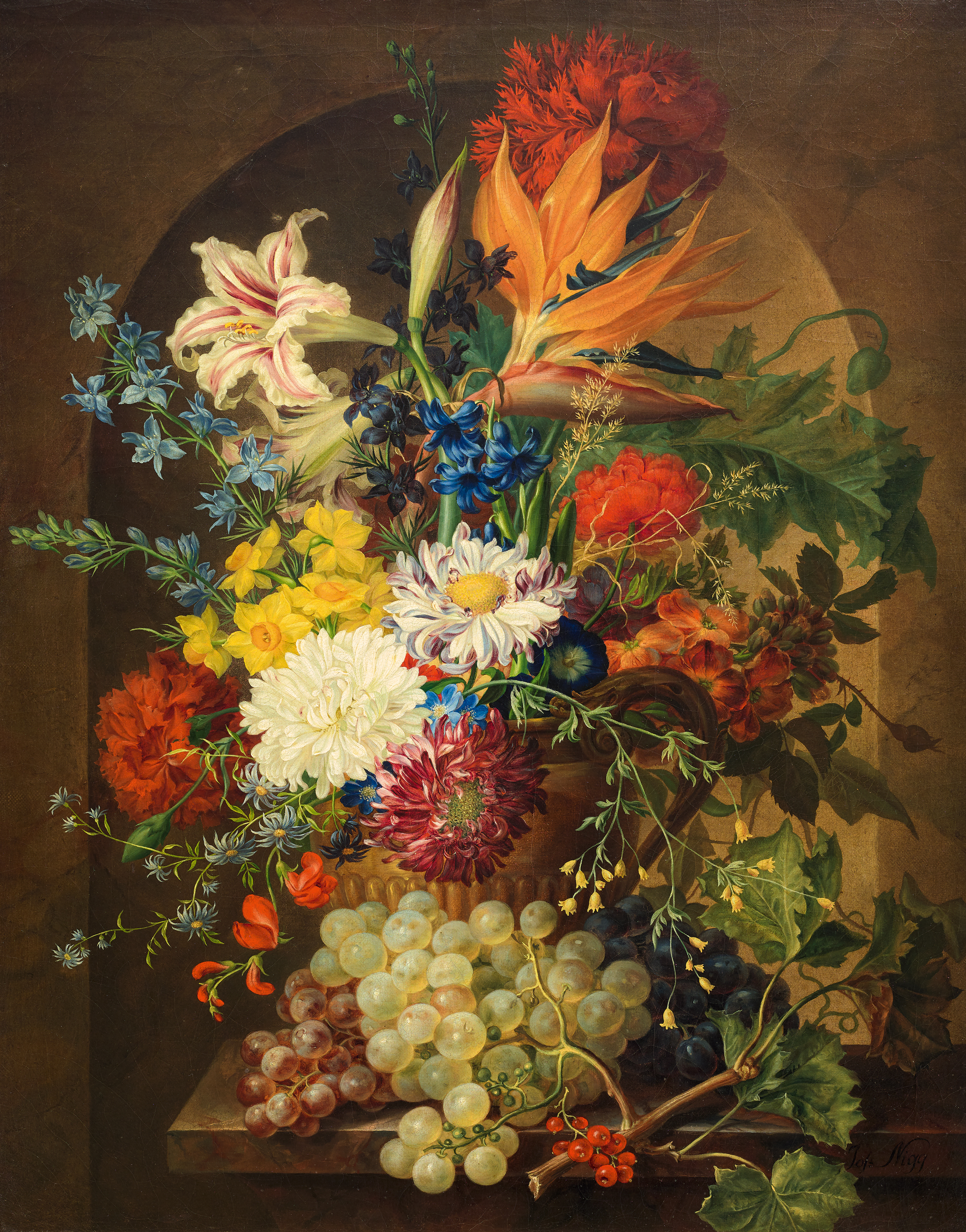
Bouquet de fleurs (avant 1838)
Österreichische Galerie Belvedere

Joseph Nigg est l'un des peintres de fleurs autrichiens le plus connu. Il a non seulement créé des peintures sur porcelaine très appréciées, mais aussi des  peintures à l'huile, à l'aquarelle et au pastel, et des dessins.
- Vase en porcelaine, peinture or, émaillé (1817), 44 cm 1817, Musée de Vienne[1]
- Fleurs et fruits dans un panier sur un rebord de marbre (1829), émail sur porcelaine à pâte dure, Fitzwilliam Museum, Cambridge[2]
- Bouquet de fleurs (vers 1835), huile sur toile, 80 × 64 cm, Vienne, Österreichische Galerie Belvedere[3]Bouquet, Belvédère
- Bouquet de fleurs (avant 1838), huile sur toile, 61,5 x 49 cm, Österreichische Galerie Belvedere[4]
- Nature morte de fleurs avec raisins blancs (1838), peinture sur porcelaine, 69 × 52 cm, Vienne, Musée Liechtenstein
- Nature morte de fleurs aux raisins bleus (1838), peinture sur porcelaine, 69 × 52 cm, Vienne, Musée Liechtenstein
- Bouquet de fleurs (1839), huile sur toile, 65,7 x 52,5 cm, Musée de Vienne[5]